# Mikazuki Munechika
Mikazuki Munechika (jap. 三日月宗近) ist ein japanisches Tachi-Schwert und ein Nationalschatz Japans. Das Schwert gehört zu den tenka-goken („Fünf besten Schwerter unter dem Himmel“). Das Mikazuki soll der Legende nach vom Schwertschmied Sanjō Munechika (三条 宗近) in der Heian-Zeit hergestellt worden sein. Es ist eines der ältesten und am besten erhaltenen Schwerter der tenka-goken. Der Name Mikazuki entstand, weil mondsichelartige Elemente den Hamon zieren. Das Mikazuki hat eine Klingenlänge von ca. 80,0 Zentimetern und ein Sori von 2,7 Zentimetern.